# Tante Jos
Tante Jos is een personage uit de Vlaamse soapserie Wittekerke. Haar echte naam is Josefien Deleu. Ze werd gespeeld door Paula Sleyp. Ze maakte haar opwachting in het tweede seizoen en vertrok in het begin van het vierde seizoen, een periode die duurde van 1994 tot 1996.

## Personage
Tante Jos is de jaloerse tante van Marcel. Ze heeft zo haar standpunten en daar wijkt ze niet snel vanaf. Ze heeft een papegaai genaamd Dries die veel voor haar betekent. Ze kan het niet hebben dat Marcel verliefd is op Naomi en ze wordt gek wanneer ze hoort dat de twee gaan trouwen. Ze probeert allemaal dingen te doen om de trouw tegen te houden maar dit lukt niet.

## Vertrek
Wanneer Marcel het café wil verkopen raakt Tante Jos in een dipje en Magda heeft een ideetje. Ze belt Michel op en de vonk tussen de twee slaat weer terug aan. Michel doet Tante Jos een huwelijksaanzoek en ze vertrekken samen naar Spanje om in het huwelijk te treden.

## Familie
- Marcel Deleu (neef)
- Chris Deleu (achterneef)
- Marie-Jeanne Deleu (nicht)
- Médar (ex-man)
- Michel (man)